# 长沙大托铺机场
长沙大托铺机场是1957年-1989年之间中國长沙的主要机场，原为军民合用机场，只能起降小型飞机。该机场有一条长2,490米，宽27.5米的跑道。该机场海拔为46米。1989年8月29日长沙大托铺机场所有航班已迁至长沙黄花国际机场。
2023年，大托铺机场基本完成搬迁。